# Targ Drzewny
Targ Drzewny (niem. Holzmarkt, kaszb. Drzewòwi Tôrg) – jeden z historycznych gdańskich targów. W praktyce stanowi duże rondo u zbiegu ulic: Podwale Staromiejskie, Szerokiej, Garncarskiej i Kowalskiej. Od południa łączy się z Targiem Węglowym, a od wschodu z Placem Kobzdeja (byłym Targiem Truskawkowym).

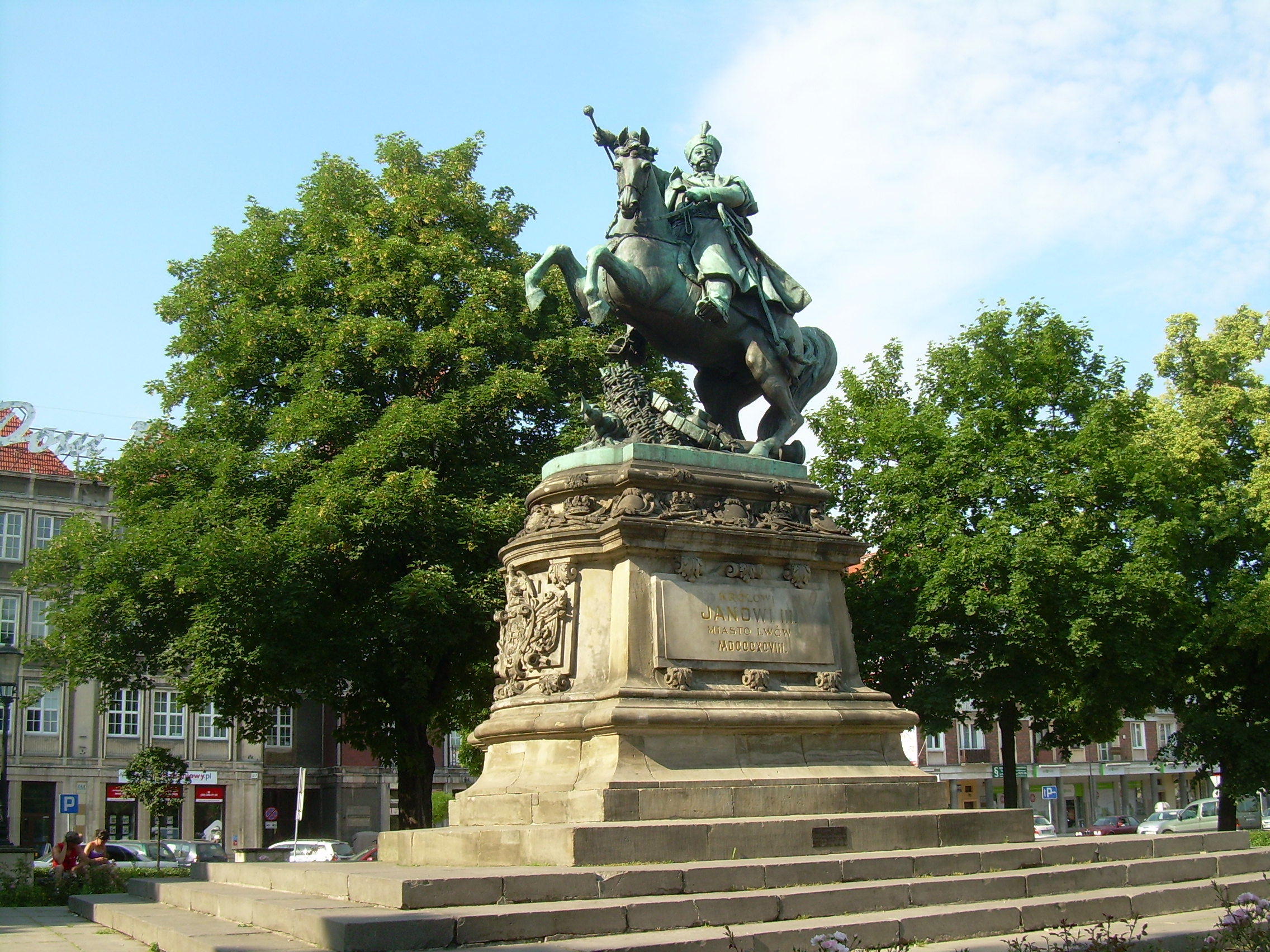
Pomnik króla Jana III Sobieskiego na Targu Drzewnym

Na środku tegoż ronda znajduje się mały zieleniec i pomnik Jana III Sobieskiego, będący lokalnym punktem orientacyjnym.
Przy Targu Drzewnym położona jest redakcja Dziennika Bałtyckiego.

## Historia
Nazwa Targu wzięła się od drewna, którym handlowano w tym miejscu. Została ona użyta po raz pierwszy w 1581 roku.
9 grudnia 1659 na Targu spalono na stosie uznaną za czarownicę 88-letnią Annę Krüger, której w "akcie miłosierdzia" przymocowano przy sercu kilka torebek prochu, które wybuchły z dotarciem do nich pierwszych płomieni. Sąsiedzi oskarżyli ją o zabicie za pomocą czarów ich bydła i "zadawanie" diabła ludziom, czemu przez długi czas zaprzeczała, aby niespodziewanie przyznać się do winy i utrzymywania kontaktów z diabłem imieniem Klaus. Była to jedna z 13 śmiertelnych ofiar polowania na czarownice w Gdańsku (ogółem za czary skazano 20 osób).
8 maja 1904 roku odsłonięto na Targu Drzewnym pomnik Kriegerdenkmal, upamiętniający żołnierzy poległych w wojnach poprzedzających zjednoczenie Niemiec. W 1946 roku został on zniszczony.
W 1965 roku został tu odsłonięty obecny pomnik Jana III Sobieskiego, pochodzący ze Lwowa.

### Poprzednie nazwy

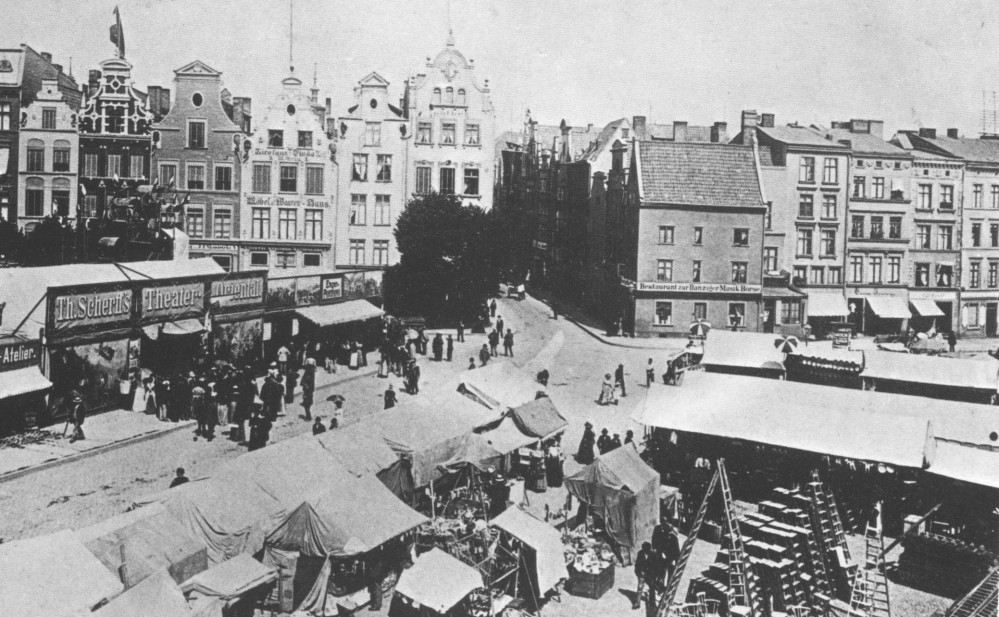
Targ Drzewny (z widocznymi wyrobami z drewna), ok. 1900

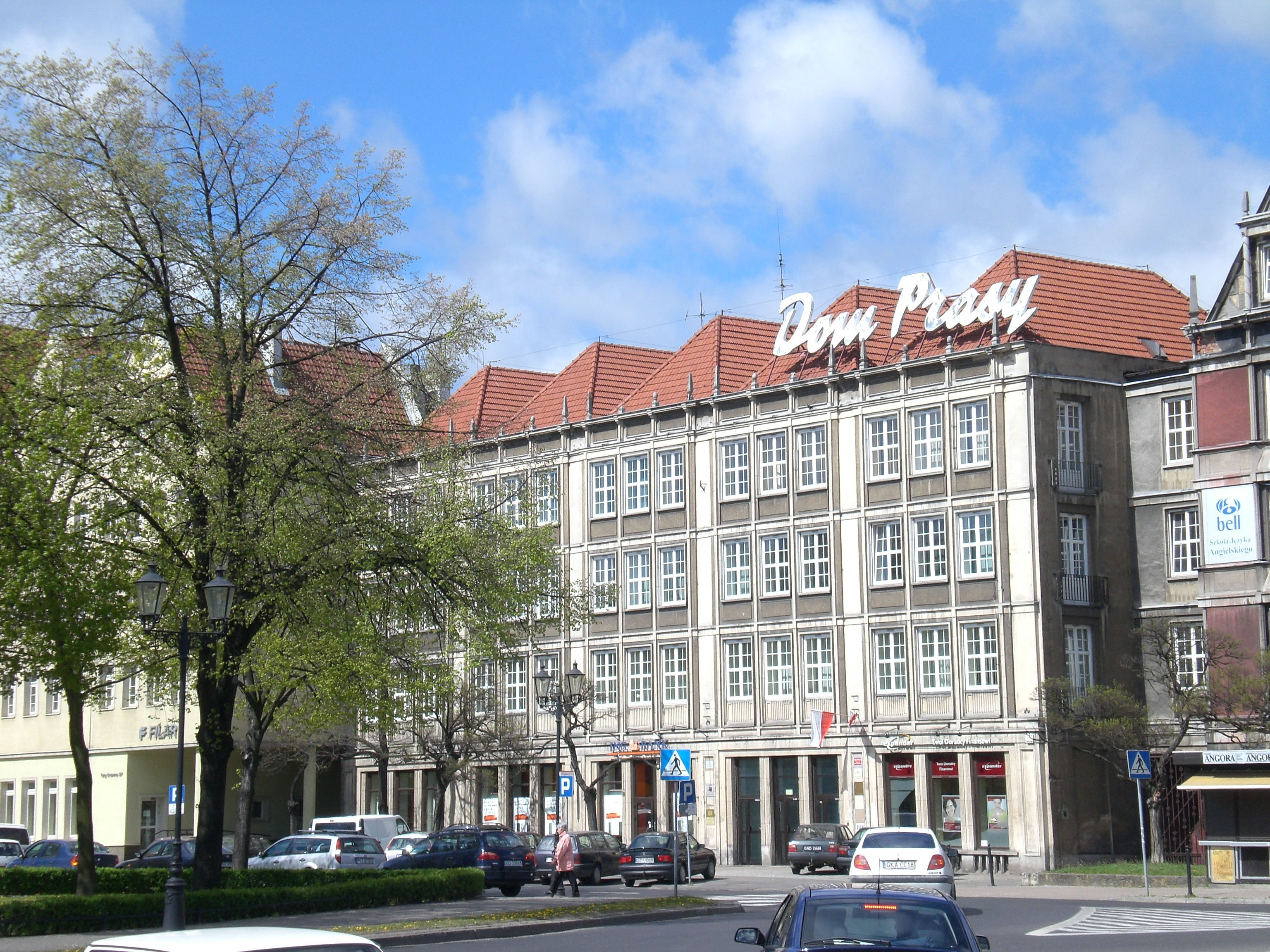
Dom Prasy przy Targu Drzewnym

- Holzmarkt
- Unter den Weiden
- Erdbeermarkt